# Vườn quốc gia Gros Morne
Vườn quốc gia Gros Morne là một vườn quốc gia nằm trên bờ biển phía tây của Newfoundland, Canada. Nó có diện tích 1.805 km 2 (697 sq mi), và là vườn quốc gia lớn thứ hai ở khu vực ven Đại Tây Dương của Canada, sau Vườn quốc gia Núi Torngat với 9.700 km 2 (3.700 sq mi).
Tên của vườn quốc gia lấy từ tên của đỉnh núi cao thứ hai của Newfoundland (với độ cao 806 m tương đương 2.644 ft). Ý nghĩa theo tiếng Pháp của nó nghĩa là "ngọn núi lớn đứng một mình", Gros Morne là một phần của dãy núi Long Range, một phạm vi xa xôi của dãy núi Appalachian, kéo dài dọc theo chiều dài bờ biển phía tây của hòn đảo. Đỉnh núi bị xói mòn từ một dãy núi hình thành cách đây 1,2 tỷ năm trước đây. Vườn quốc gia là một ví dụ hiếm hoi của quá trình trôi dạt lục địa, nơi lớp vỏ đại dương và đất đá của lớp vỏ Trái Đất nằm tiếp xúc.
Gros Morne được thành lập vào năm 1973, và đã được công bố như là một vườn quốc gia vào ngày 1 tháng 10 năm 2005.
Nó từng là chủ đề của một bộ phim ngắn sản xuất năm 2011 của đạo diễn Sturla Gunnarsson.

## Địa chất
Quá trình hình thành địa chất của lớp vỏ và vỏ đại dương, một phần của kiến tạo địa tầng cùng các lớp trầm tích đá hình thành trong kỷ Ordovic, đá granit thời kỳ Tiền Cambri và đá lửa Đại Cổ sinh.
Năm 1987, vườn quốc gia đã được công nhận là một di sản thế giới của UNESCO bởi lịch sử địa chất và cảnh quan đặc biệt của nó. Địa chất nơi đây đã minh họa cho quá trình kiến tạo địa tầng, làm sáng tỏ về sự tiến hóa địa chất và các quá trình của nó.

## Tự nhiên
Động vật đáng chú ý nhất tại đây là nai sừng tấm, loài vật được biết đến ở Newfoundland vào khoảng năm 1900. Cùng với đó là các loài khác như cáo đỏ, thỏ, tuần lộc, gấu đen, sóc đỏ, hải ly. Động vật biển với sự có mặt của hải cẩu, cá voi cùng rất nhiều loài chim biển và chim khu vực đầm lầy rừng.

## Hình ảnh

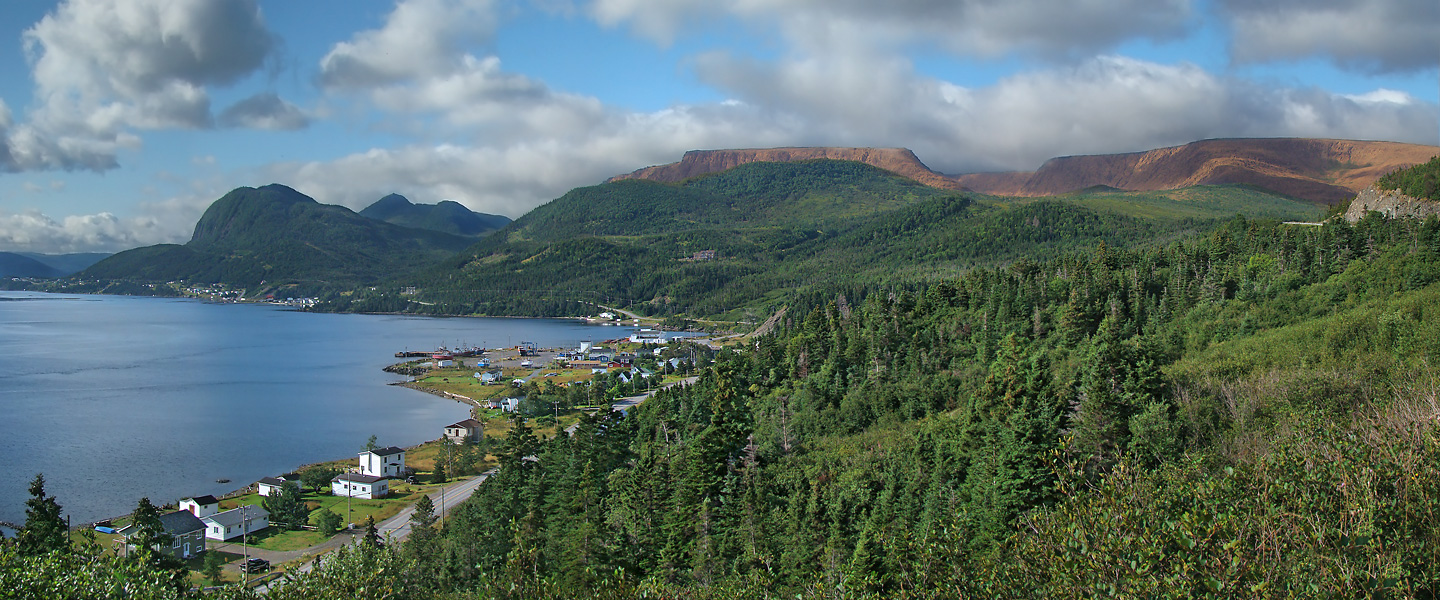
Toàn cảnh vịnh Bonne
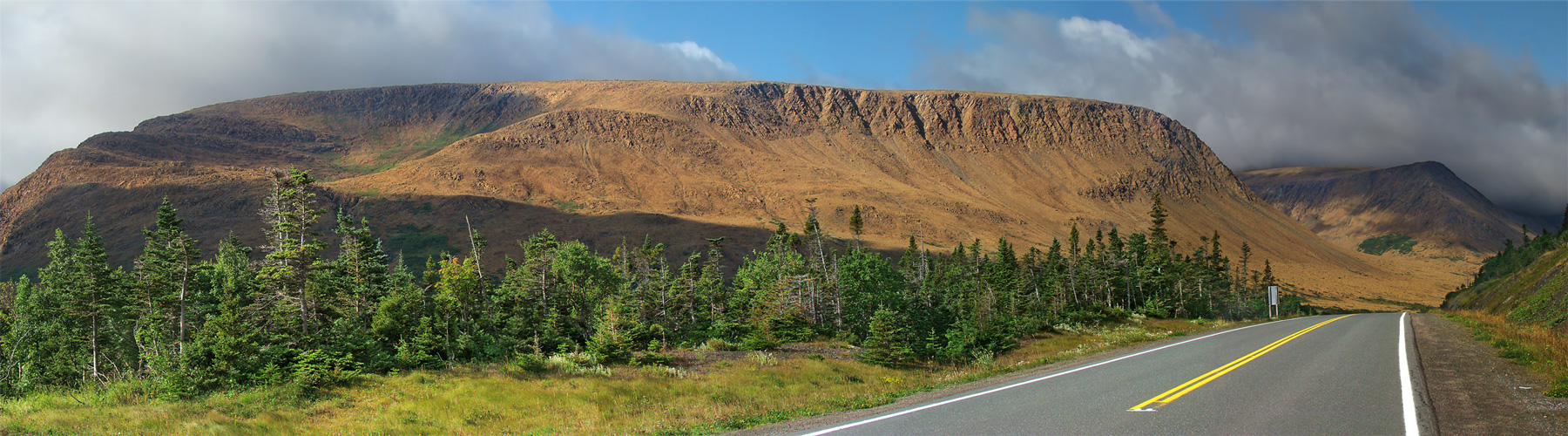
Cao nguyên nhìn thấy từ tuyến đường 431
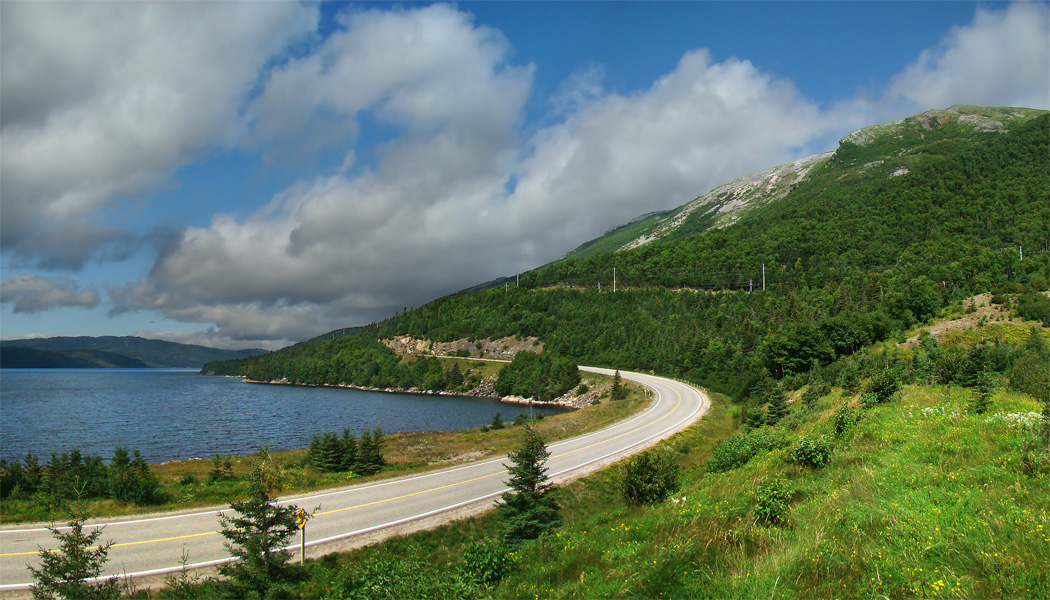
Dọc theo con đường 430
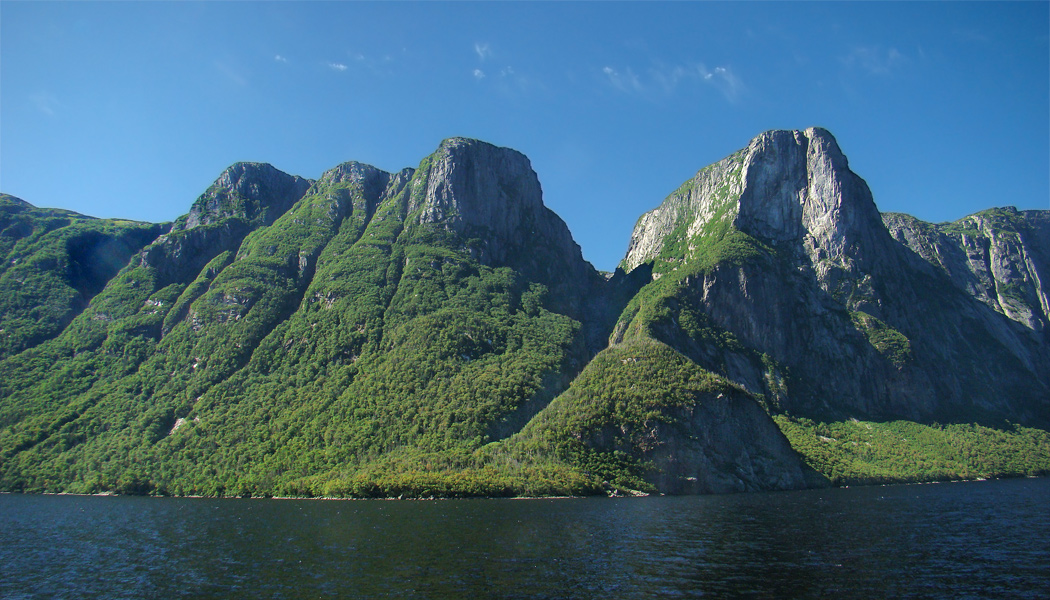
Tây Brook Pond
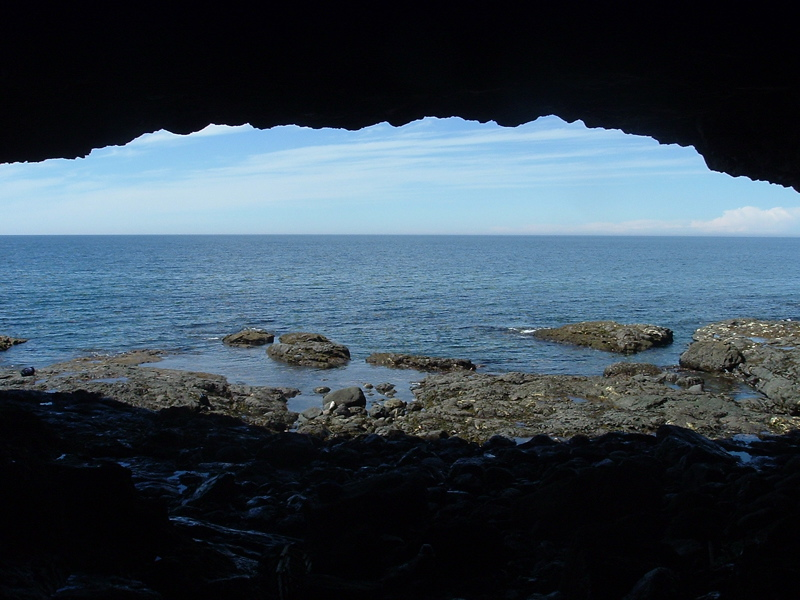
Biển quan sát từ một hang động cuối khu vực cao nguyên của vườn quốc gia
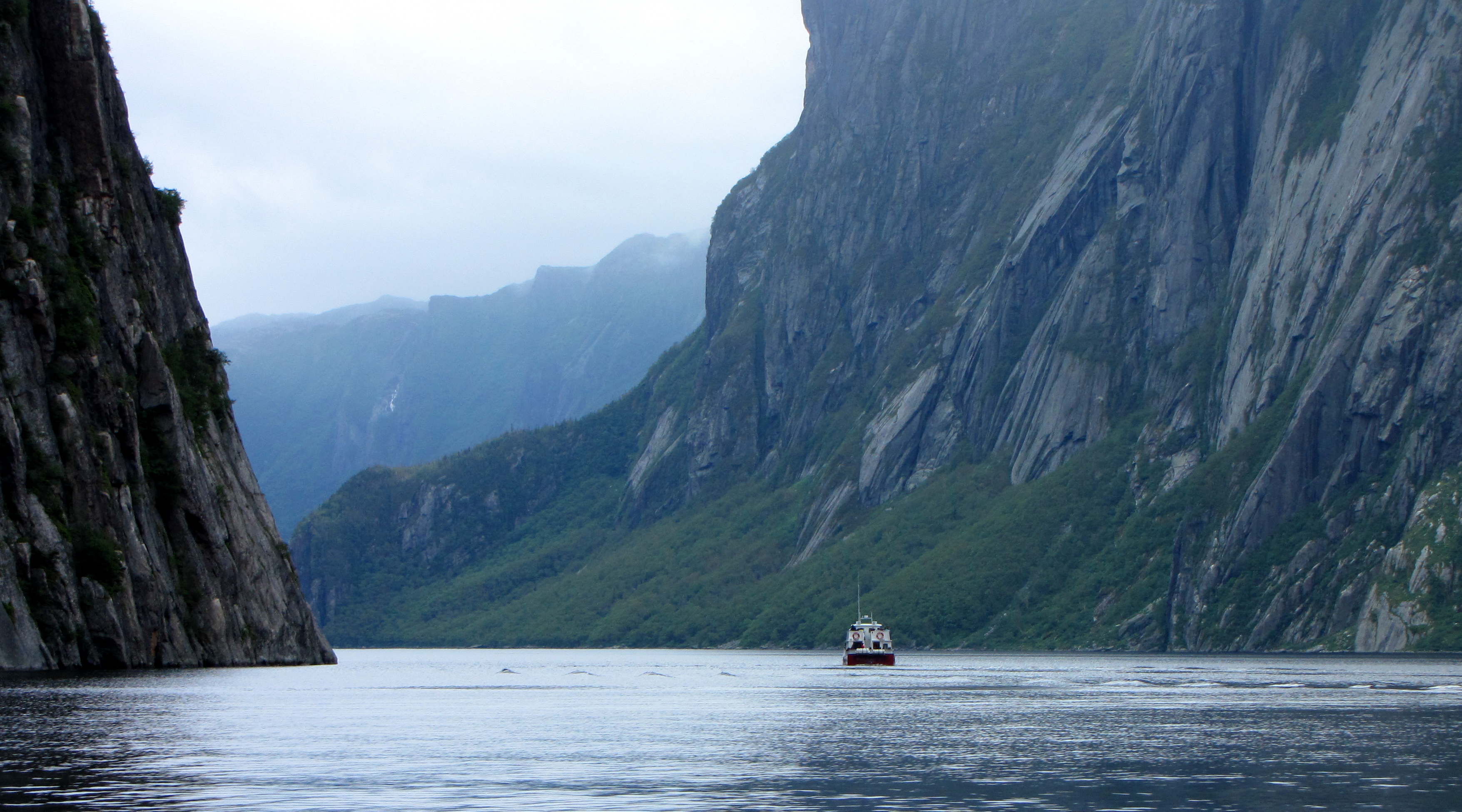
Tây Brook Pond nhìn từ tàu
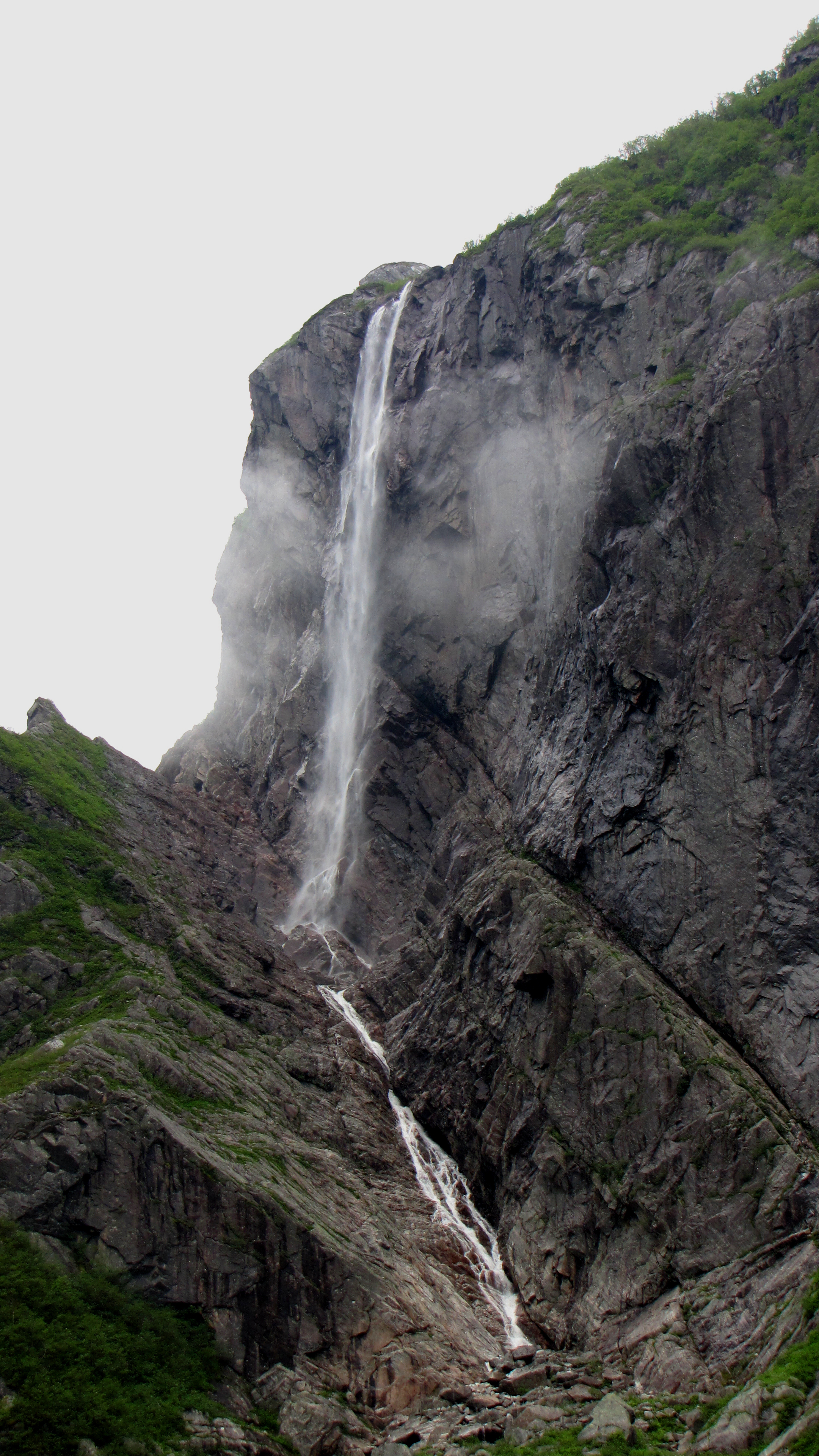
Thác nước Pissing Mare, Tây Brook Pond
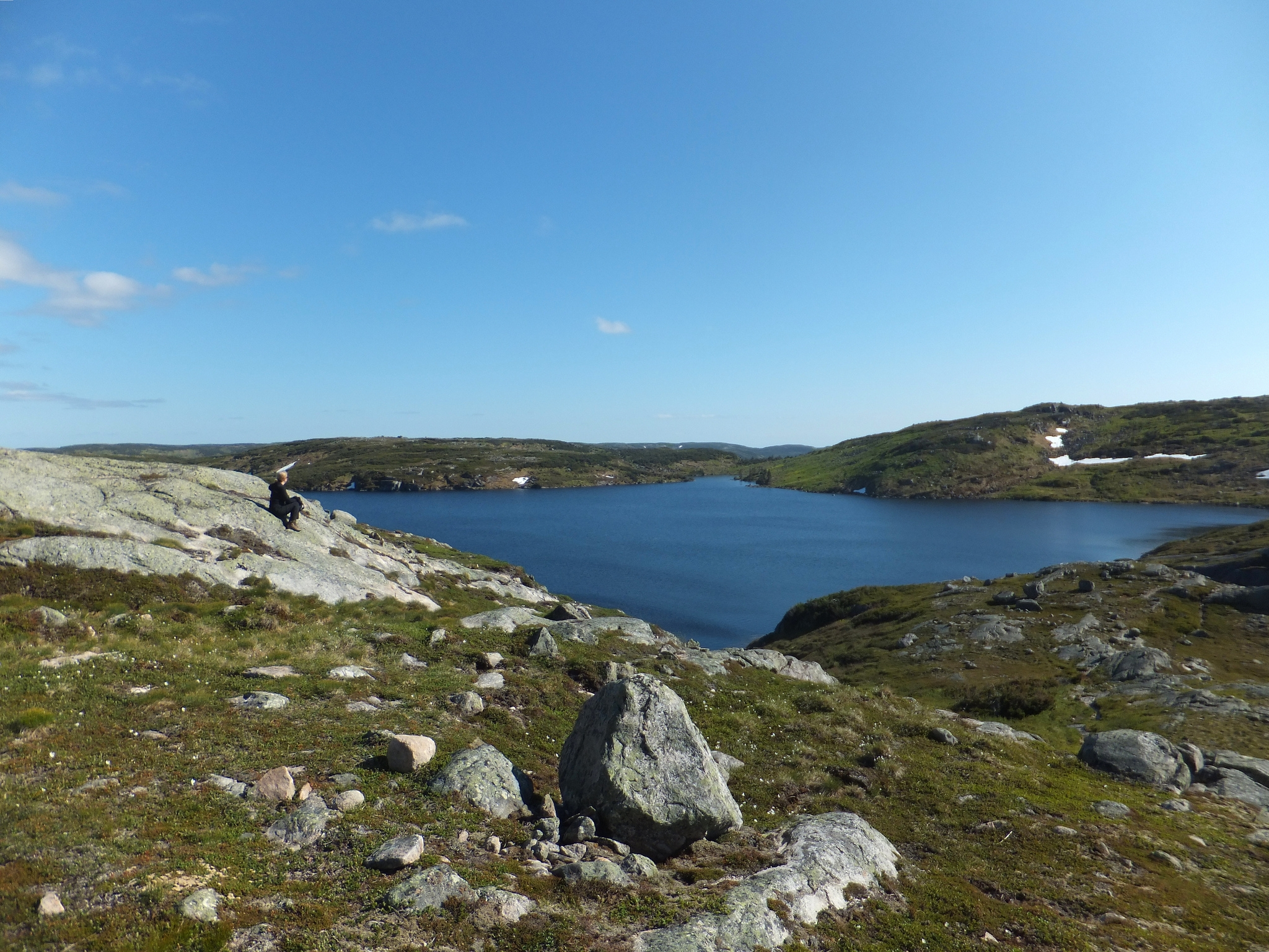
Cảnh quan của vườn quốc gia trên đường đi qua từ Gros Morne đến Tây Brook Pond
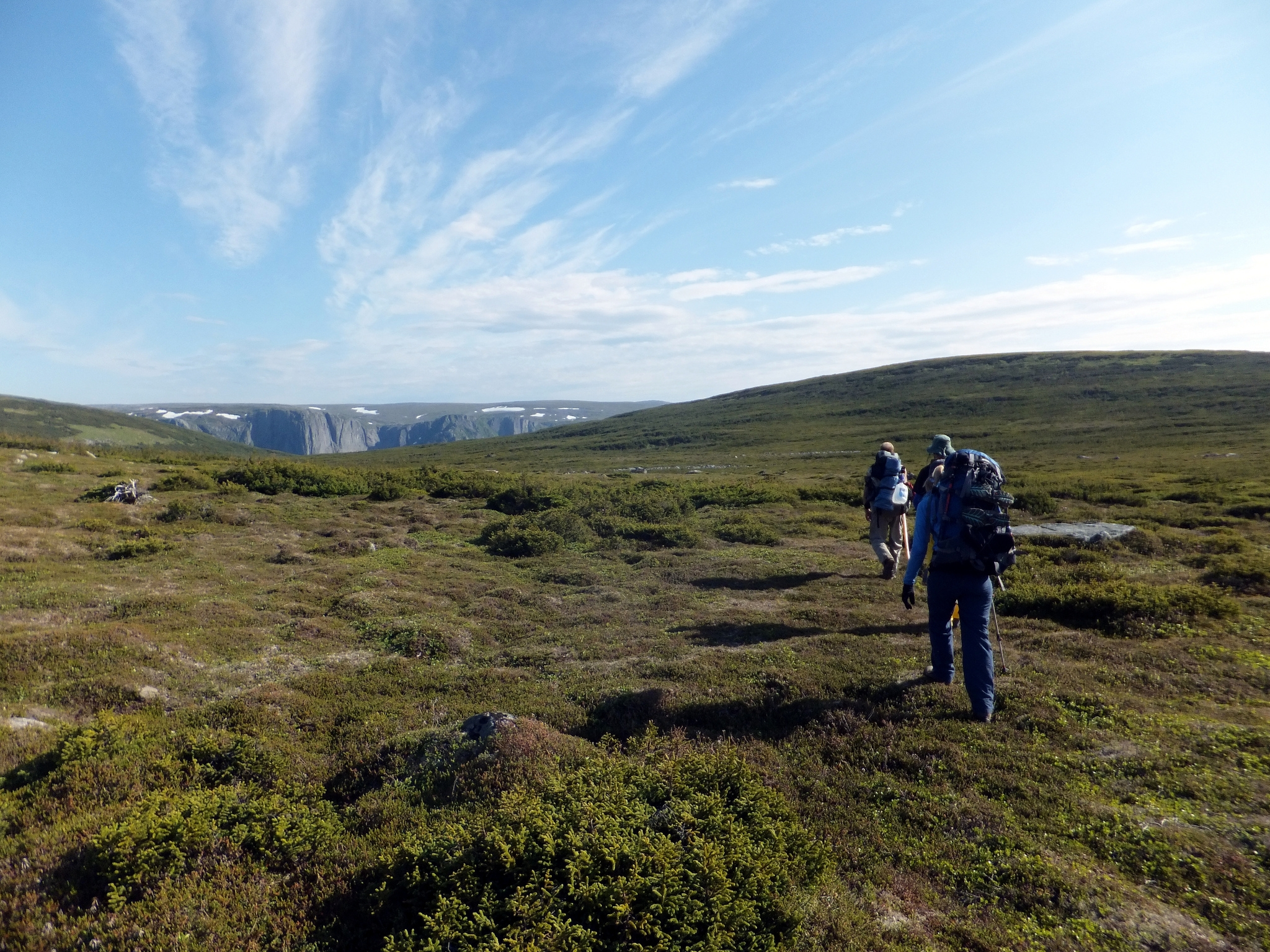
Đi bộ đường dài trên phía bắc vành Tây Brook Pond về phía bờ biển